# Maré (bairro)
O Complexo da Maré, ou simplesmente Maré, seu nome oficial, é um bairro localizado na Zona Norte da capital fluminense. Teve seu território delimitado pelo Decreto nº 7.980, de 12 de agosto de 1988. A Lei nº 2.119, de 19 de janeiro de 1994, incluiu-o na região administrativamente da Maré. A região é constituída por um conglomerado de pequenos bairros, favelas e microbairros. Dentro desse complexo há diversas subdivisões, constituídas de estabelecimentos comerciais e conjuntos habitacionais. Com cerca de 130.000 moradores (2010), possui um dos maiores complexos de comunidades do Rio de Janeiro, consequência de baixos indicadores de desenvolvimento social que caracterizam a região.
O seu Índice de Desenvolvimento Humano (IDH) no ano 2000 era de 0,722, o 123º colocado no município do Rio de Janeiro, melhor do que o de Acari, Parque Colúmbia, Costa Barros e Complexo do Alemão.
O complexo ocupa uma região à margem da Baía de Guanabara, caracterizada primitivamente por vegetação de manguezal. Ocupada desde os meados do século XX por palafitas, os manguezais, que sofriam os efeitos das marés, foram aos poucos sendo aterrados com entulhos de rejeitos de obras doados por bairros vizinhos. 
A faixa de terra litorânea congrega, aproximadamente, dezesseis subdivisões, usualmente chamadas de comunidades, que se espalham por 426,88 hectares próximos à Avenida Brasil e à margem da baía. É cortado pela Via Expressa Presidente João Goulart e pela Avenida Governador Carlos Lacerda. 
Há uma pequena discrepância nas leis que deram origem ao bairro Maré, a sua delimitação e a criação da região administrativa da Maré: * Criação da região administrativa da Maré: Decreto nº 6.011, Art. 2º de 04/08/1986; * Delimitação do bairro Maré: Decreto nº 7.980, de 12 de agosto de 1988; * Criação do bairro Maré: Lei Municipal nº 2119 de 19/01/1994.

## História

### 1940: Comunidade Morro do Timbau
Localiza-se no Morro do Timbau (do tupi thybau: "entre as águas"), originalmente uma área seca entre os manguezais e alagadiços às margens da Baía de Guanabara. Iniciou-se com a chegada de Orosina Vieira, considerada tradicionalmente como sua primeira moradora. De acordo com o próprio depoimento, ela encantou-se pelo lugar aprazível e desocupado, durante um passeio dominical pela Praia de Inhaúma. Com pedaços de madeira trazidos pela maré, demarcou uma área no morro, para ali construir, com o marido, um pequeno barraco: a primeira habitação do Timbau.
Com a abertura da Avenida Brasil, em meados da década de 1940, a ocupação tomou impulso.
Com a instalação, nas proximidades, do 1º Batalhão de Carros de Combate - 1º BCC - Atual CPOR do Exército Brasileiro, em 1947, os militares passaram a controlar sistematicamente todo o Morro do Timbau, de propriedade da União. O acesso dos moradores era vigiado, sendo-lhes cobrada uma espécie de "taxa de ocupação". A arquitetura das habitações também era controlada, sendo vedada a construção de qualquer estrutura permanente na área (paredes de alvenaria, cobertura de telhas), sob pena de demolição. Obras que pudessem trazer melhorias nos serviços básicos também eram reprimidas.
Esse controle conduziu à organização da população que, em 1954, fundou uma das primeiras associações de moradores de favela do Rio de Janeiro. Aos poucos, a organização comunitária começou a render frutos, tais como a distribuição de água, eletricidade, esgoto, pavimentação e coleta de lixo. Finalmente, com o Projeto Rio, um projeto federal de urbanização de toda a região, responsável pela maioria dos aterros e pela retirada das palafitas em 1982, alcançou-se a propriedade da terra.
Comunidade típica de encosta, apresenta malha urbana de traçado irregular, labiríntica, com vários becos sem saída, onde grande parte das ruas acompanha as curvas de nível do terreno. Caracteriza-se por baixa densidade habitacional, consequência do rigoroso controle exercido pelos militares quando da ocupação inicial da área. Atualmente, conta com cerca de 2.700 domicílios e uma população estimada de 6.000 pessoas.

### 1947: Baixa do Sapateiro
Ao contrário da comunidade do Morro do Timbau, cuja ocupação ocorreu em uma área elevada, com alguma organização, a da Baixa do Sapateiro, que lhe é adjacente, desenvolveu-se em uma área de baixada, alagadiça, sem maiores cuidados na organização.
Formada por volta de 1947 a partir de um pequeno grupo de palafitas de madeira e originalmente conhecida como "Favelinha do Mangue de Bonsucesso", existem três versões para a origem do atual nome da comunidade:
- haveria realmente um sapateiro na ocupação inicial da área;
- seria uma alusão à Baixa dos Sapateiros em Salvador, na Bahia, uma vez que, na origem, a comunidade era integrada por vários migrantes nordestinos;
- seria uma referência à vegetação de manguezal, onde predominava a espécie "Rhizophora mangle" (mangue-vermelho), denominada popularmente como sapateiro. Essa espécie era extraída para a produção de tamancos, um calçado popular entre a comunidade de origem portuguesa no Rio de Janeiro.

Iniciada a partir das obras para a abertura da Avenida Brasil, a comunidade tomou impulso com a construção do primeiro grande aterro, promovido dentro do projeto de construção da Cidade Universitária da Universidade Federal do Rio de Janeiro, na Ilha do Fundão. Com a construção da Ponte Osvaldo Cruz, a região tornou-se trânsito obrigatório para quem ia e vinha da Ilha do Fundão. Por essa razão, moradores expulsos das ilhas aterradas e operários da construção iam erguendo os barracos à noite, com sobras de materiais de construção (madeira e latas), sobre palafitas de cerca de dois metros de altura.
A Guarda Municipal, utilizando-se de cabos de aço, puxados por tratores, cortava os esteios das palafitas, demolindo-as. Procurando organizar a luta e conquistar o direito de moradia, fundou-se a Associação de Moradores da Baixa do Sapateiro, em 1957.
As palafitas desapareceram gradualmente graças a aterros promovidos pelos próprios moradores ao longo dos anos. As últimas foram demolidas na década de 1980, por iniciativa do Projeto Rio, do Governo Federal, sendo esses moradores transferidos para os novos conjuntos então construídos: a Vila do João e, mais tarde, a Vila do Pinheiro.
Atualmente, a comunidade conta com cerca de 4.000 domicílios, com uma população estimada de 15.000 pessoas.

### 1948: Conjunto Marcílio Dias
Formada na antiga Praia das Moreninhas, entre os terrenos da Casa do Marinheiro e da fábrica da Kelson, a partir de 1948 por oito famílias de pescadores que ali ergueram palafitas. O seu nome é uma homenagem a Marcílio Dias.
Atualmente, conta com cerca de 2.300 domicílios, uma população estimada de 12.000 pessoas e um comércio de pequeno porte. Dentro desta comunidade, insere-se outra menor, denominada "Mandacaru", que conta com 554 famílias cadastradas, convivendo atualmente com a ameaça de remoção por parte do poder público.

### 1953: Comunidade Parque Maré
Originalmente uma extensão da Baixa do Sapateiro, distinguia-se por sua proximidade da Avenida Brasil, apresentando, por essa razão, uma densidade demográfica mais elevada. As primeiras palafitas e barracos foram erguidos a partir do início da década de 1950. Os moradores pediam aos caminhões de entulho que transitavam pela Avenida Brasil, que despejassem a sua carga na área, promovendo desse modo o aterro coletivo da mesma.
O Parque Maré conheceu uma grande expansão na década de 1960, quando foi criada a sua associação de moradores, para lutar pela permanência da comunidade, consolidando-se após a atuação do Projeto Rio, do Governo Federal, nas décadas de 1980 e 1990, que demoliu as últimas palafitas.
A comunidade conta, atualmente, com cerca de 4.000 domicílios, habitados por uma população estimada de 30.000 pessoas, com relativa infraestrutura como ruas e calçadas. Apesar das melhorias, é uma das comunidades mais marcadas pela violência no bairro.

### 1955: Parque Roquete Pinto
Surgiu através de uma série de aterros realizados pelos próprios moradores, a partir de 1955, às custas do manguezal. O processo de urbanização deu lugar a domicílios de alvenaria. O seu nome deve-se à existência de uma base e torre de transmissão da Rádio Roquette-Pinto. Os transmissores da estação foram furtados em 1995, deixando a estação de rádio fora do ar daquela data até julho de 2002.

### 1961: Comunidade Parque Rubens Vaz
Formou-se a partir de 1951, quando a areia oriunda da dragagem do canal da Zona Portuária ainda causava problemas aos moradores. O seu nome é uma homenagem ao major Rubens Florentino Vaz.
Atualmente, conta com cerca de 1.200 domicílios e com uma população estimada em 15.000 pessoas. Possui comércio variado, terminal de ônibus, posto de saúde municipal e um Centro Integrado de Educação Pública.

### 1961: Parque União
Formou-se a partir de um loteamento promovido por um advogado, cujo projeto era o de criar um bairro popular, com boa infraestrutura urbana. Outras fontes referem que a comunidade é fruto de uma das primeiras invasões urbanas planejadas de que se tem notícia, em fins da década de 1950.
Atualmente, conta com uma população estimada em 30.000 habitantes, comércio de pequeno e médio porte, diversas creches e um Centro Integrado de Educação Pública. É a área mais desenvolvida da região.

### 1962: Nova Holanda
Planejada e construída pelo poder público na década de 1960, sob o governo de Carlos Lacerda, sobre um aterro realizado ao lado do Parque Maré. O grande porte desse aterro influenciou a escolha do nome do empreendimento - Nova Holanda - uma vez que aquela região europeia foi formada, em grande parte, por aterros.
Não se constituía, entretanto, em um conjunto habitacional, uma vez que foi concebido como um centro de habitação provisório. O seu projeto era regular, disposto sobre uma malha ortogonal, com casas em série, idênticas, erguidas em madeira, em duas tipologias:
- Unidades individuais, simples; e
- Unidades duplas, em dois pavimentos (denominadas como modelo "vagão" ou "dúplex").

Essa característica não permitia, originalmente, que fossem realizadas benfeitorias pelos moradores, registrando-se, em pouco tempo, a rápida degradação das unidades. Os seus primeiros moradores chegaram em 1962, oriundos da remoção da Favela do Esqueleto (atual campus da Universidade do Estado do Rio de Janeiro), da remoção da Praia do Pinto, da remoção do Morro da Formiga, da remoção do Morro do Querosene e das margens do Rio Faria-timbó, sob a coordenação da Fundação Leão XIII, que controlava tanto o processo de remoção quanto o gerenciamento dos centros de habitação provisória.
Os alojamentos deveriam servir como uma etapa intermediária no assentamento definitivo dessas populações em Conjuntos Habitacionais na periferia da cidade. Entretanto, por falta de continuidade política do projeto, em casas provisórias de madeira, acabaram por se tornar definitivas, registrando-se a favelização do conjunto na medida em que cada morador introduziu modificações arquitetônicas conforme as próprias necessidades e a seu próprio critério. A falta de serviços básicos, os conflitos que foram surgindo e o rígido controle da Fundação Leão XIII levaram ao estabelecimento da associação de moradores na década de 1980.
Com a atuação do Projeto Rio, do Governo Federal, o conjunto se consolidou como uma das maiores aglomerações de baixa renda da cidade.

### 1962: Praia de Ramos
Originalmente uma comunidade de pescadores estabelecida por volta de 1962 na antiga Praia de Maria Angu, vizinha ao terreno do quartel do 24° Batalhão de Infantaria do Exército Brasileiro. Atualmente, conta com cerca de mil domicílios e com uma população estimada em quase 4.000 pessoas. A comunidade dispõe de um comércio de pequeno porte, um posto policial, dois postos de saúde municipais, duas escolas e uma unidade da Fundação Leão XIII, além do Piscinão de Ramos e do Parque Ambiental Carlos Roberto de Oliveira Dicró

### 1982: Conjunto Esperança
Conjunto habitacional erguido em 1982 pelo Projeto Rio do Governo Federal, com 35 edifícios, totalizando 1.400 apartamentos. Recebeu, à época, cerca de 7.000 pessoas, abrigando, atualmente, uma população estimada em mais de 8.000 pessoas.

### 1982: Vila do João
Conjunto habitacional erguido pelo "Projeto Rio" do Governo Federal, em 1982, com 1.500 domicílios,, projeto do arquiteto urbanista Demetre Anastassakis. Eram destinados a abrigar as pessoas que viviam em palafitas na Baixa do Sapateiro. O seu nome é uma homenagem ao então presidente da república, João Baptista de Oliveira Figueiredo (1979-1985).
Esse projeto recebe algumas críticas devido os seus executores não terem dialogado muito com a população local sobre o que seria executado; portanto, não tendo tal interação, alguns pontos do projeto não foram bem vistos e compreendidos pela comunidade.
Atualmente, conta com cerca de 4.000 domicílios e uma população estimada em quase 12.000 pessoas.

### 1984: Vila do Pinheiro
A área denominada genericamente como "Pinheiro" é fruto de um aterro promovido à época do Projeto Rio na década de 1980, que ligou a antiga Ilha do Pinheiro ao continente. Esse aterro destinava-se a assentar os antigos moradores das palafitas removidas da Baixa do Sapateiro e do Parque Maré.
Aqui, foram erguidos dois grandes conjuntos habitacionais, com tipologias arquitetônicas distintas:
- A Vila do Pinheiro conta com 2.300 domicílios e uma população estimada em quase 16.000 pessoas.
- O Conjunto Pinheiros, erguido em 1984 pelo Projeto Rio, é constituído por grandes blocos de prédios multifamiliares.

Posteriormente, a estes dois conjuntos habitacionais, somou-se o vizinho Conjunto Novo Pinheiro (popularmente designado como "Salsa e Merengue").

### 1992: Conjunto Bento Ribeiro Dantas
Foi erguido em frente ao Conjunto Pinheiro na década de 1990. No início, foi popularmente apelidado de "Fogo Cruzado", uma vez que se encontrava na linha de tiro entre facções criminosas rivais que disputam o controle do crime no bairro.
Inaugurado em 1992, o seu projeto é de inspiração pós-modernista, utilizando o tijolo e o concreto aparentes, o que lhe dá uma estética própria. Esse modelo seria repetido no Conjunto Nova Maré. Projeto do arquiteto urbanista Demetre Anastassakis.
Os seus moradores vieram de outras favelas, consideradas de risco pelos técnicos da Prefeitura Municipal do Rio de Janeiro através do Programa Morar sem Risco e que não podiam ser urbanizadas pelo Programa Favela-Bairro, implantado a partir de 1994.
Atualmente, conta com cerca de 600 domicílios e com uma população estimada em 3.000 pessoas.

### 1996: Nova Maré
Conjunto habitacional projetado pelo arquiteto e urbanista Demetre Anastassakis. Foi inaugurado pela Prefeitura Municipal do Rio de Janeiro em 1995 com o fim de assentar moradores removidos de palafitas no Parque Roquete Pinto e na comunidade conhecida como "Kinder Ovo". Em área de aterro vizinha à Baixa do Sapateiro, decorrente da construção da Via Expressa Presidente João Goulart, o seu projeto segue as linhas do Conjunto Bento Ribeiro Dantas. Atualmente, conta com mais de 600 domicílios. É aqui que se encontra o "Projeto Uerê", que atende a crianças e adolescentes.

### 2000: Conjunto Novo Pinheiro (Salsa e Merengue)
Conjunto habitacional inaugurado no ano 2000 pela Prefeitura Municipal do Rio de Janeiro com o nome oficial de Novo Pinheiro. Embora tenha história e características próprias, não contava ainda com uma associação de moradores, sendo incluído tradicionalmente no Conjunto Vila do Pinheiro. O seu nome popular é uma alusão à novela televisiva Salsa e Merengue, devido ao colorido das casas.

## Serviços
O bairro é atendido pela Agência de Desenvolvimento Local da Maré, organismo da Secretaria de Estado de Governo que promove, entre outros:
- Programa Trabalho e Educação - voltado para a capacitação de jovens e posterior encaminhamento dos mesmos para exercício profissional em órgãos públicos do estado ou da união, ou junto à iniciativa privada;
- Supervisão de serviços de infraestrutura implementados na Maré pelos órgãos do governo do estado do Rio de Janeiro.

## Pacificação

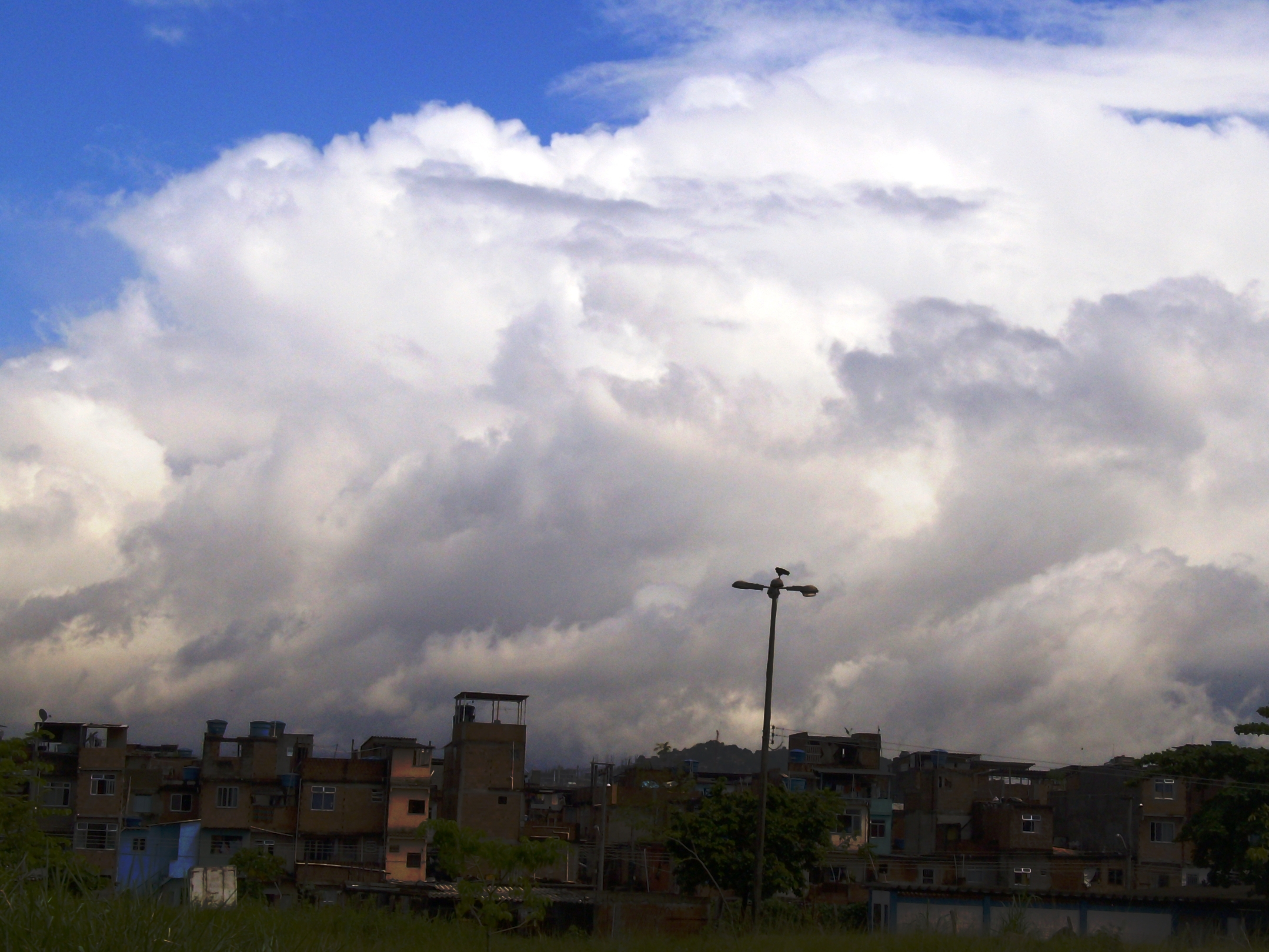
Vista parcial do Complexo da Maré a partir da Linha Vermelha.

Em 30 de março de 2014, as forças de segurança do Rio de Janeiro ocuparam desde a madrugada deste dia, o Conjunto de Favelas do Complexo da Maré, na Zona Norte do Rio. A região esteve se preparando para receber a Unidade de Polícia Pacificadora (UPP). A entrada das forças de segurança no conjunto de favelas começou às 5h, e durou 15 minutos. Segundo a Secretaria de Segurança do Rio, a ocupação do Complexo da Maré contou com 1.180 policiais militares das seguintes unidades: Batalhão de Operações Policiais Especiais (Bope), Batalhão de Polícia de Choque (BPChoque), Batalhão de Ações com Cães (BAC), Batalhão de Vias Especiais (BPVE), Grupamento Aeromóvel (GAM), 22º BPM (Maré), além de policiais da Corregedoria Interna da Polícia Militar. Policiais do 1º, 2º, 3º e 4º Comandos de Policiamento de Área estiveram realizando operações em outras comunidades na cidade do Rio, Baixada Fluminense e Região Metropolitana. A Polícia Federal ajudou com o serviço de inteligência e a Polícia Rodoviária Federal cercou os acessos para impedir fugas, nos mesmos moldes da ocupação do Complexo do Alemão, em 2008. Militares da Marinha também prestaram apoio, com 21 blindados e 250 homens.
O bairro conta ainda com os seguintes serviços:

### Esporte, Lazer e Cultura
- Boca de Siri
- Corpo de Dança da Maré
- Gato de Bonsucesso
- Museu da Maré
- Parque Ecológico Municipal da Maré (também denominado como "mata", não é muito utilizado pela população, que o considera perigoso, assim como as margens do Canal do Cunha);
- Vila Olímpica da Maré
- Piscinão de Ramos
- Parque Ambiental Carlos Roberto de Oliveira Dicró

### Saúde
- Posto de Saúde Municipal Vicente Mariano
- Posto de Saúde Municipal Helio Smidt
- Posto de Saúde Municipal Vila do João
- Posto de Saúde Municipal Elis Regina
- Posto de Saúde Municipal Samora Machel
- Posto de Saúde Municipal 14 de Julho
- Posto de Saúde Municipal Nova Holanda
- Posto de Saúde Municipal Gustavo Capanema
- Unidade de Pronto-Atendimento - superposto de saúde, contando com salas de sutura, Raios-X, nebulização e gesso, além de consultórios dentários e leitos de observação, com capacidade para cirurgias de pequeno porte.

### Hortas
- Horta Comunitária Vida Real[11]
- Horta Comunitária Maria Angú[12]
- Horta Comunitária Plantando Saúde[13]
- Horta da Rosemary[14]
- Horta do Jean[15]
- Promissave Guardiões da Natureza[16]
- Horta Comunitária do Parque Ecológico da Maré[17]

### Segurança
- 22° Batalhão da Polícia Militar do Estado do Rio de Janeiro

### Religião
- Igreja Adventista do Sétimo Dia (Protestante)
- Paróquia São José Operário (católica)
- Capela São Bento (católica) (Missão Em Teu Altar) «Site oficial»
- Paróquia de Jesus de Nazaré (católica)
- Paróquia Nossa Senhora dos Navegantes (católica)
- Paróquia Sagrada Família (católica)
- Paróquia de Nossa Senhora da Paz (católica)
- Igreja Evangélica Tabernáculo de Fogo (Protestante)
- Assembleia de Deus (Protestante)
- Igreja Batista (Protestante)
- Comunidade Evangélica Nova Dimensão (Protestante)
- Igreja Universal do Reino de Deus (Protestante)
- Igreja Presbiteriana (Protestante)
- Testemunhas de Jeová (Protestante)
- Centro Espírita Obreiros de Jesus (espírita)
- Comunidade Evangélica em Amor e Graça (Protestante)
- Congregação Cristã no Brasil (Protestante)
- Congregação Presbiteriana da Vila do João (Protestante)
- Igreja Metodista Wesleyana  (Protestante)
- Comunidade Evangélica Luz e Vida Ministério Kairós (Protestante)

### Ação social
- Ação Comunitária do Brasil
- Centro de Estudos e Ações Solidárias da Maré - promove ações sócio-educativas voltadas para a valorização das comunidades e de seus moradores. Publica o periódico "O Cidadão", abordando temas relacionados às comunidades do complexo.
- Centro de Referência de Mulheres da Maré - projeto-piloto do Núcleo de Estudos de Políticas Públicas em Direitos Humanos do Centro de Filosofia e Ciências Humanas da Universidade Federal do Rio de Janeiro. É um projeto ligado à Secretaria Especial de Políticas para as Mulheres da Presidência da República. Presta atendimento social, jurídico e psicológico a mulheres em situação de violência doméstica, além de oferecer oficinas à população.
- Escola de Fotógrafos Populares da Maré - patrocinada pela Fundo das Nações Unidas para a Infância, conta com o apoio da Eastman Kodak Company, que cedeu onze câmeras fotográficas. Nasceu em 2004 por iniciativa do fotógrafo João Roberto Ripper, que utiliza a fotografia em defesa dos Direitos Humanos. Em parceria com a organização não governamental Observatório de Favelas, construiu o curso, que conta ainda com o apoio do professor Dante Gastaldoni, da Universidade Federal Fluminense, que assegurou ao curso a validade de extensão curricular, com a duração de sete meses.
- Instituto Robson Ângelo - com três unidades, onde uma promove a saúde da família através do atendimento médico em diversas especialidades, outra a reabilitação física e a terceira proporciona à comunidade aulas de inclusão digital.
- Núcleo Interdisciplinar de Ações para a Cidadania - conjunto de projetos da Faculdade de Arquitetura e Urbanismo, da Faculdade Nacional de Direito, do Instituto de Psicologia e da Escola de Serviço Social da Universidade Federal do Rio de Janeiro, buscando oferecer um atendimento integrado à população, com eixo nas questões dos Direitos Humanos.
- Projeto Uerê - escola alternativa para crianças e adolescentes com dificuldades de aprendizagem relacionados a traumas provocados pela convivência diária com a violência na comunidade, na família e nas ruas.
- Projeto Vida Nova
- Redes de Desenvolvimento da Maré - com a proposta de articular pessoas e instituições para implementar projetos de desenvolvimento para a Maré.
- Associação Luta pela Paz
- Projeto Descobrindo Novos Horizontes[18]
- Instituto Vida Real[19]
- Obra Social Santa Cabrini - http://santacabrini.org.br/, Oficinas socioeducativas (leitura, raciocínio lógico, jogos coletivos, capoeira, dança, informática, artes) para crianças de 6 a 11 anos no contraturno escolar.